# Grafikon
Grafikon je prikaz številskih podatkov s sliko. Med najbolj običajnimi grafikoni so tortni, palični in črtni grafikon, vsak ima svoje prednosti in slabosti, cilj vseh pa je vizualizacija podatkov, ki si jih drugače težko predstavljamo. V njem je lahko prikazanih več različnih stvari. Takrat so podatki označeni z različnimi barvami, zraven pa je legenda. Po navadi ima dve dimenziji, na abscisni osi je neodvisna spremenljivka, na ordinati pa odvisna spremenljivka.